# The Beautiful Adventure
The Beautiful Adventure er en amerikansk stumfilm fra 1917 af Dell Henderson.

## Medvirkende
- Anna Murdock som Helen De Travillac.
- Ada Boshell.
- Edward Fielding som Michael D'Eguzon.
- David Powell som Andre.
- Kate Sergeantson.